# دبسيس باروني
دبسيس باروني (الاسم العلمي: Dypsis baronii) هو نوع من النبات يتبع جنس الدبسيس من الفصيلة الفوفلية. سمي هذا النوع نسبةً إلى عالم النبات البريطاني ريتشارد بارون.